# AC/DC
AC/DC（エーシー・ディーシー）は、オーストラリア出身のロックバンド。1973年結成。

## 概要
スコットランド人のアンガス、マルコムのヤング兄弟を中心に1973年、シドニーにて結成。同国を代表するグループとして世界的知名度を獲得。1980年発売の『バック・イン・ブラック』は5000万枚以上の売り上げを記録し、世界史上3番目に売れたアルバムである。2003年『ロックの殿堂』入り。ローリング・ストーン誌選定「歴史上最も偉大な100組」第72位。ウォール・ストリート・ジャーナルの「史上最も人気のある100のロックバンド」6位。
全てのオリジナル・アルバムがマルチ・ミリオン・セラー（200万枚以上の売り上げ）を達成している。全世界累計（レコードも含む）アルバムセールスは2億4000万枚以上を記録しており、70年代結成のロックバンドでは最も多い売り上げである。また、全米ではロックバンドとしてのアメリカ音楽史上5位となる、7500万枚以上のセールスを記録している。
バンド名の由来は、ミシンに書かれていた「AC/DC」から名付けたものといわれる。地元オーストラリアでは愛着を込めて "Acca Dacca" （アカ・ダカ）と呼ばれている。
「AC/DC」とは、本来は「交直両用」の意であるが、バイセクシュアル（両性愛）を表す隠語（日本語の「両刀使い」に近いニュアンス）でもあったため、バンド初期には勘違いしたゲイバーからの出演依頼がたびたびあった。
音楽プロデューサーのリック・ルービンは、先述のローリング・ストーン誌選定「歴史上最も偉大な100組」に寄せたエッセイでAC/DCを「史上最高のロックンロールバンド」と明言した。MTVはAC/DCを「史上最高のヘヴィメタルバンド」の7位に選んだ。

## 来歴

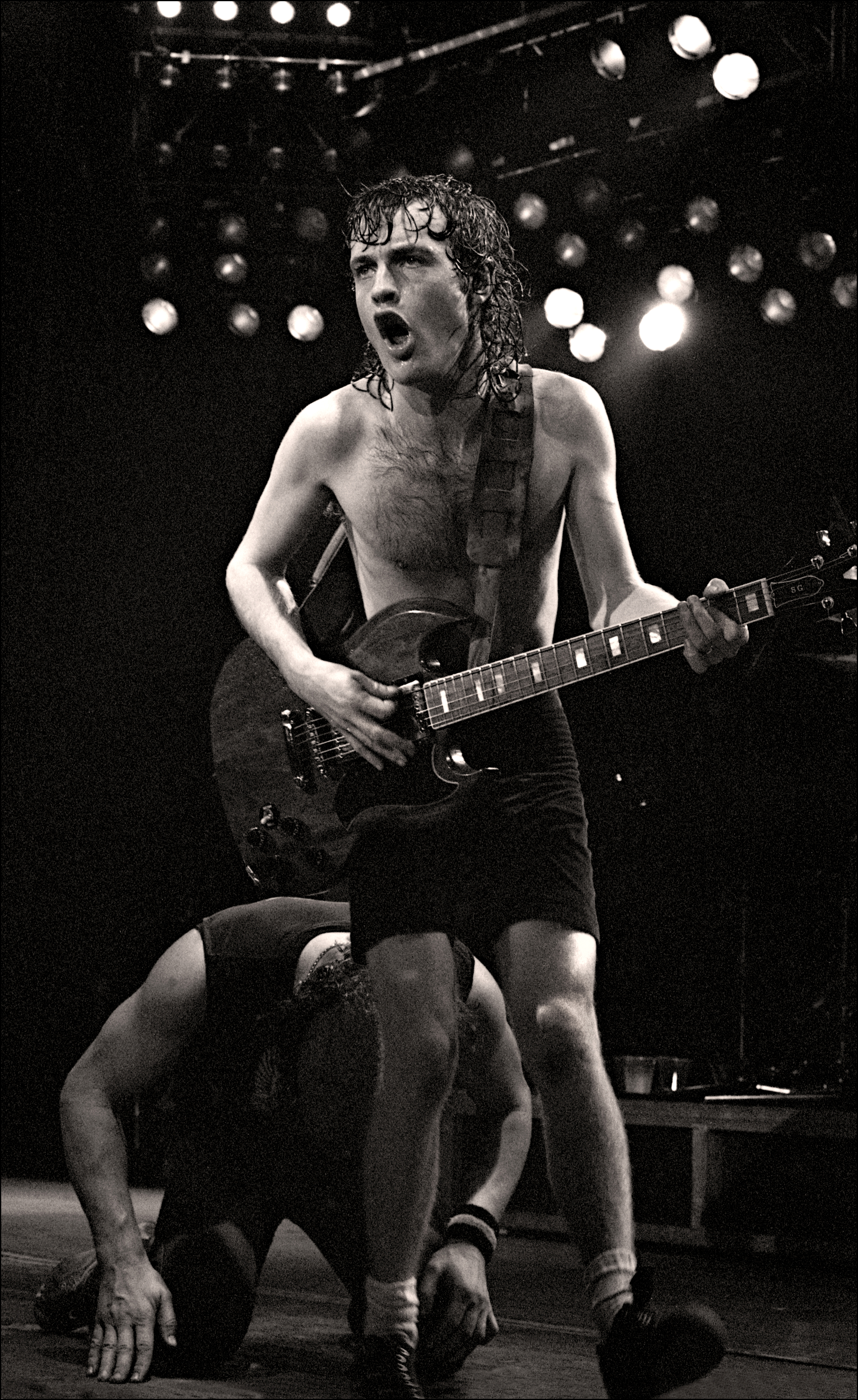
アンガス・ヤング（G）1982年

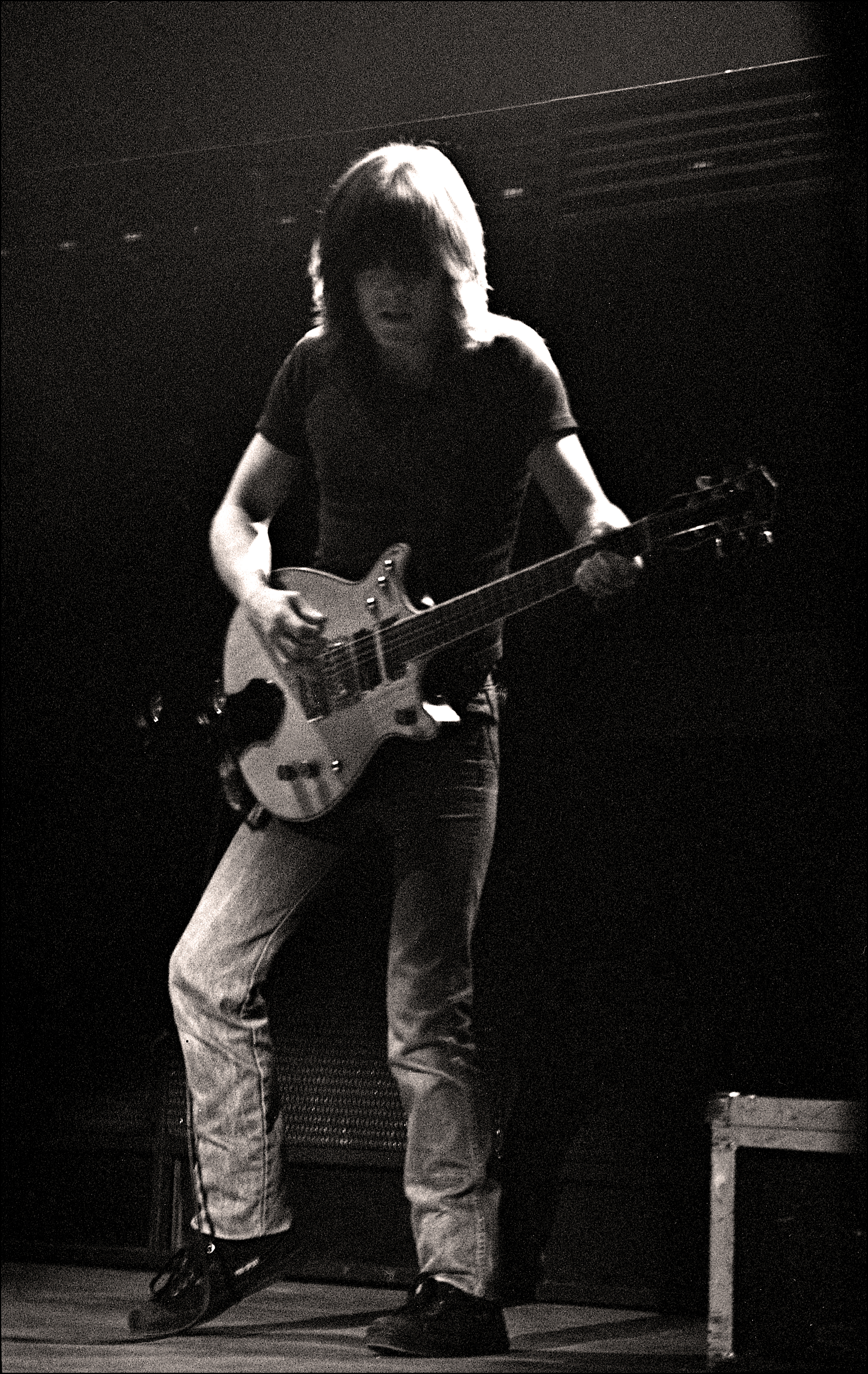
マルコム・ヤング（G）1982年

### 青年期
スコットランドのグラスゴーで生まれた、ジョージ、マルコム、アンガスのヤング兄弟が家族と共にオーストラリアのシドニーに移住したのは1963年のことである。
最初に楽器を手にしたのはジョージであった。その後、彼は1960年代に最初はオーストラリアで有名にあった、「The Easybeats」のリズムギターとして活躍する（ジョージとThe Easybeatsのリードギタリスト、ハリー・ヴァンダ（Harry Vanda）はその後、初期AC/DCのアルバムプロデューサーとして活躍する事となる）。イージービーツは、その後アメリカでも知られるようになった。アンガスとマルコムが彼に続くのに時間はさして掛からず、兄弟が組んだ最初のバンドの名はThe Velvet Underground（ニューヨークのプロト・パンク／オルタナティヴ・ロックバンドとは、同名異バンド）。

### 初期の活動（1973年 - 1975年）
1973年11月、マルコムとアンガスはベースにラリー・ヴァン・クリート、ヴォーカルにデイヴ・エヴァンス、ドラムにコリン・バージェスを迎えAC/DCを結成、初のライヴは1973年12月31日、シドニーのChequersというクラブで行った。程なくしてバンドは、EMIがオーストラリアとニュージーランドで配給を行っていたローカルレーベル「Albert Records」と契約を結ぶ。最初期のラインナップは安定しておらず、特にドラムとベースは頻繁に入れ替わっており、コリン・バージェスにいたっては数週間しか在籍しなかった。この状態は約1年程続いたようである。またアンガス兄弟は、ゲイリー・グリッターの様なグラムロッカーからの影響が強かったデイヴ・エヴァンスはバンドに合っていないと結成直後から考えており、バンドのマネージャーだった Dennis Laughlinが彼の代わりにステージに上がるという事もあった（この事がヴォーカリスト交代劇の伏線となっており、デイヴ・エヴァンスはDennis Laughlinを酷く恨んでいたという）。
バンドのトレードマークともいえる、アンガスのスクールボーイスタイルの衣装はこの頃から既に試されており、アンガス自身の中学校の制服とシドニーにあるアッシュフィールド高校の制服を使用していた（このスタイルは彼の姉であるマーガレット・ヤングの提案によるものである）。ただ当時はこの衣装だけでなく、ゴリラや怪傑ゾロ、スーパー・アングなるスーパーマンのパロディーの様な物まで衣装にしていた。
この頃、バンド機材車のドライバーをしていたのがボン・スコットだった。
デイヴ・エヴァンスをヴォーカルに据えたAC/DCはシングル盤「Can I Sit Next to You Girl / Rocking In The Parlour」をリリースし国内をツアー行ったがエヴァンスはツアー中の軋轢が高じてマネージャーと殴り合う事態に至り、バンドからの離脱が避けられなくなってしまった。

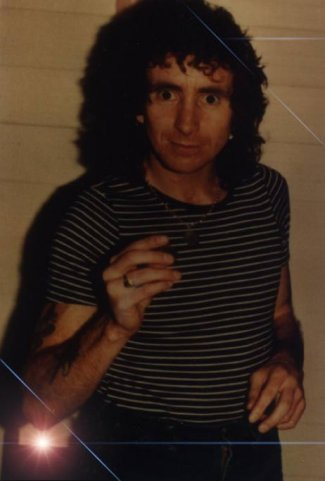
ボン・スコット(Vo)

1974年9月、バンドはデイヴ・エヴァンスに代わり、オーストラリアでいくつかのバンドで経験のあるボン・スコットをヴォーカリストとして迎え、翌1975年1月に、たった10日間でレコーディングした1stアルバム『ハイ・ヴォルテージ（High Voltage）』をリリース（当初はオーストラリアのみのリリースだった）した。このアルバムからは「It's a Long Way to the Top (If You Wanna Rock 'n' Roll)」がシングルカットされ、B面には2ndアルバムのタイトルトラック「T.N.T.」が収録されている。このころからラインナップは安定し、アンガス兄弟、ボン、フィル・ラッド（ドラム）、マーク・エヴァンス（ベース）の編成が暫く続くこととなる。同年12月には2ndアルバム『T.N.T.』をリリース。
また1974年と1977年に、オーストラリアで全国放送されていた音楽番組「Molly Meldrum's Countdown」に出演しライヴ演奏を行っており、この頃には名実共にオーストラリアで最も成功したバンドとなっている。これ以降、バンドはテレビ番組でのライヴ演奏を行っていない。

### 世界的な成功（1976年 - 1979年）

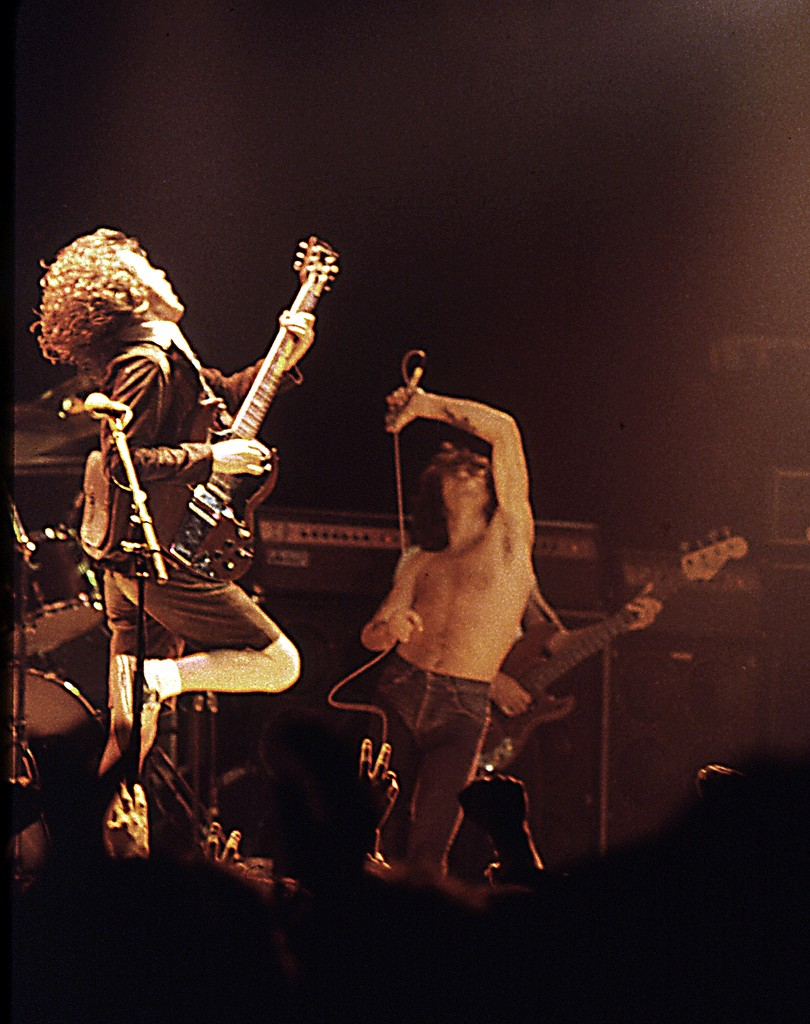
1976年のライブ

1976年、バンドはアトランティック・レコードと世界規模のレコード契約を結ぶ。これによりバンドはレインボー、キッス、エアロスミス、スティクス、ブルー・オイスター・カルトらの前座としてイギリス、ヨーロッパのスタジアムクラスの会場をサーキットすることとなる。1976年9月28日には「ハイ・ヴォルテージ」と「T.N.T.」の楽曲から再構成されたコンピレーション・アルバム『High Voltage』をアトランティック・レコードから全世界でリリース、現在まで600万枚以上を売り上げている。同年には、早くも次のアルバム『悪事と地獄（Dirty Deeds Done Dirt Cheap）』をリリース。このアルバムは現在流通している通常盤の他にオーストラリア盤が存在し、ジャケットと収録曲がそれぞれ異なっている（なお、このアルバムがアメリカでリリースされたのは1981年であり、その前年に発売され、売れに売れていた『バック・イン・ブラック（Back in Black）』の余波を受けて、この作品もロングセラーを記録している）。この様なバージョン違いの存在は、次のアルバム『ロック魂（Let There Be Rock）』まで続いている。
『ロック魂』のレコーディング終了後、アンガス・ヤングとの不仲が原因でマーク・エヴァンスが解雇され、後任としてクリフ・ウィリアムズ加入。

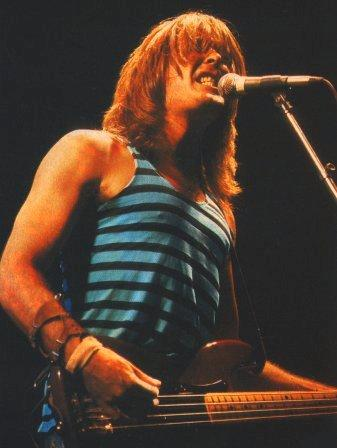
クリフ・ウィリアムズ（B）1981年

AC/DCは、1977年にミシガン州のFlint's Capitol Theaterでアメリカでの初ライヴを行った (前座はMC5)。
1978年、クリフ・ウィリアムズ加入後初のアルバム『パワーエイジ（Powerage）』をリリース。同アルバムに伴うツアー中にグラスゴーのアポロシアターでレコーディングされたライヴ盤『ギター殺人事件（If You Want Blood）』を同年にリリース。ファースト・アルバムから続いたHarry Vandaとジョージ・ヤングによるプロデュースは、このアルバムまでとなる。
1979年、6枚目のアルバム「地獄のハイウェイ（Highway To Hell）」 をリリース。プロデューサーは、ロバート・ジョン・マット・ラング。このアルバムはアメリカで発売された最初のアルバム（最高位は17位）で、彼らの出世作。また、その後の音楽性の礎ともなっており、AC/DCのバンドサウンドが完成されたアルバムである。バンドが世界的な人気を得るのは、もはや時間の問題であった。

### ボン・スコットの死（1980年）

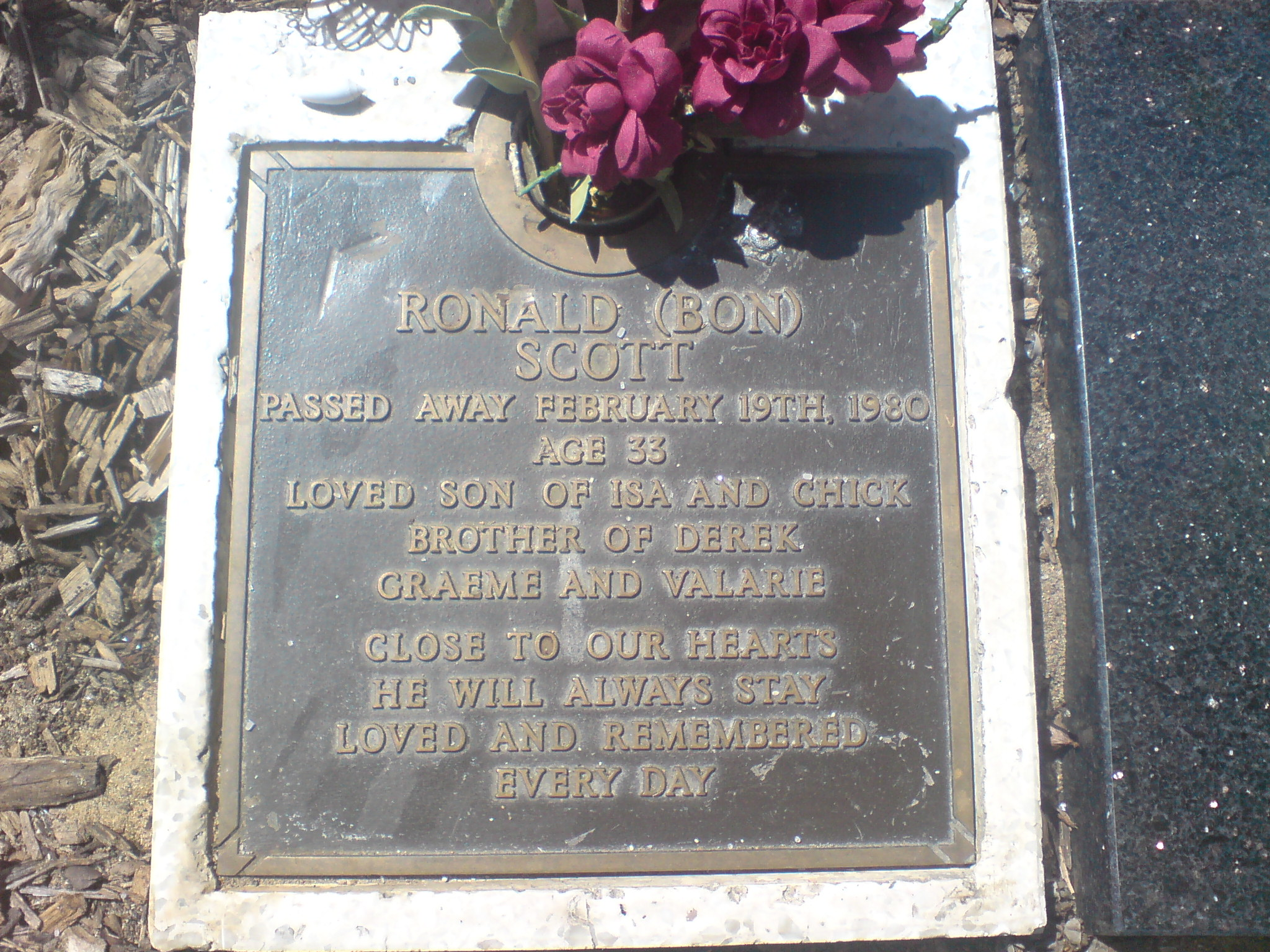
ボン・スコットの墓

1980年2月19日、ボン・スコットが友人の車中で死亡しているのが発見された。原因は睡眠中、嘔吐物を喉に詰まらせての窒息死であった。その夜、ボン・スコットはロンドン市内で友人のアリステア・キニアーと飲酒後、彼の車で帰宅。アリステアが車中で寝てしまったボンを残し、車を離れた後に起こった出来事であった。ボンは、彼が子供時代を過ごしたオーストラリアのフリーマントルに埋葬された。
彼の死にはヘロインの過剰摂取や、排気ガスを引き込んでの自殺等、様々な噂があり、中には友人のアリステア・キニアーは存在しない人物だというものまであった。しかしボン・スコットは喘息持ちで、彼が発見された朝は気温が零下を下回っていたことから、発作によって引き起こされた可能性が大きいとされている。

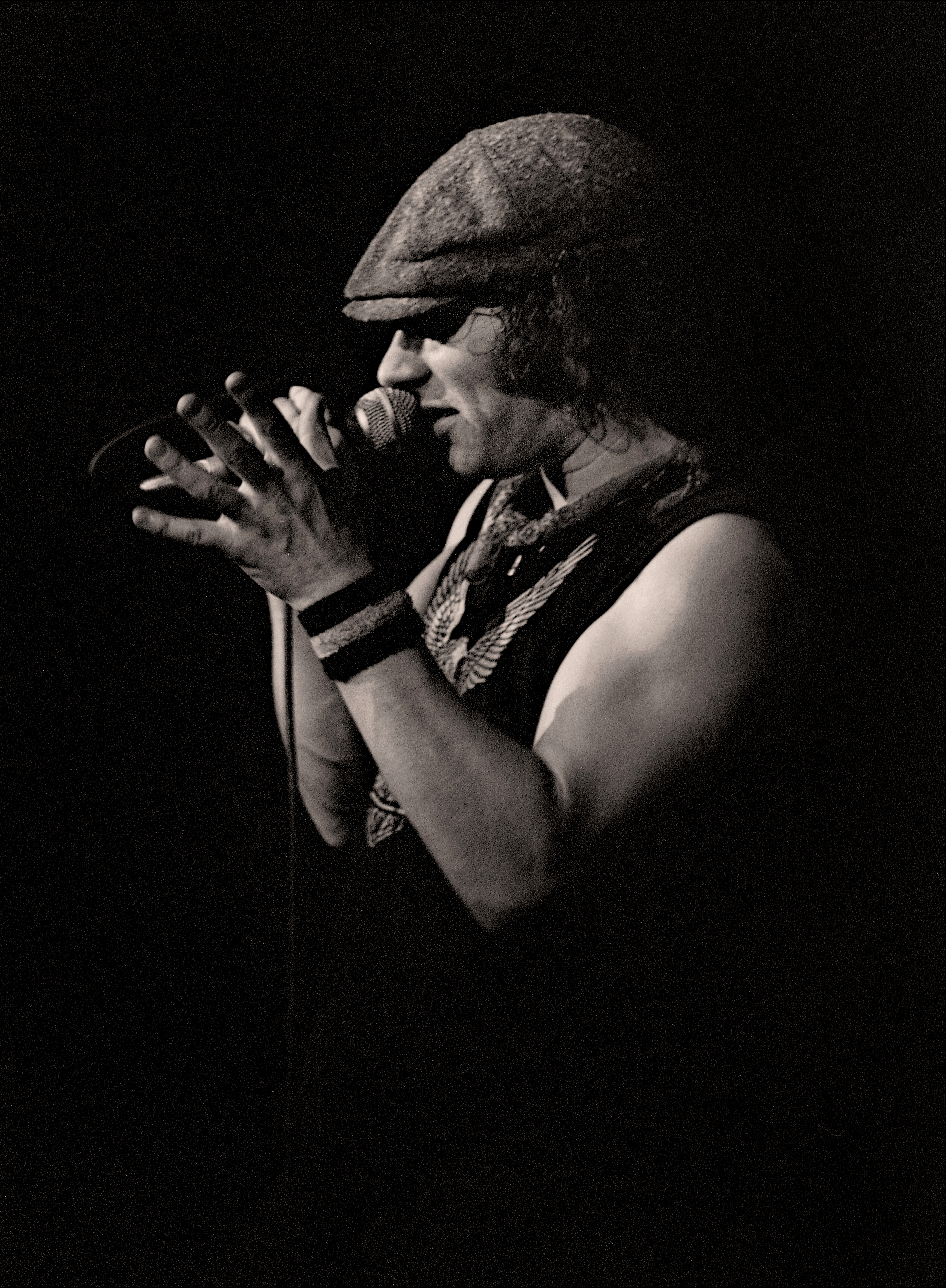
ブライアン・ジョンソン（Vo）1982年

彼の墓には、数多くの観光客が慰霊に訪れる。

### 新ヴォーカリスト
ボン・スコットの死後、バンドは解散する事も考えたが、ボンはバンドを続けることを望んでいるだろうという結論に至り、活動継続を決定した。ボンの後任として最初にBack Street Crawlerのテリー・スレッサーにバンド加入のオファーを打診するも、既に確立されたバンドには加入しないという考えから断られた（その後ソロキャリアで成功を収めており、アイアン・メイデンがカヴァーした「Rainbow's Gold」は彼の作品である）。また、元Moxyのバズ・シャーマンにも断られている。そして最後にマネージャーから推薦されたのは「All Because Of You」のヒットで知られる、イギリスのグラムロックバンドGeordieのブライアン・ジョンソンであった（ただしバンド側は当初、Geordie時代のイメージから彼の加入には懐疑的だったようだ）。
オーディションでブライアンは「Whole Lotta Rosie」とアイク&ティナ・ターナーの「Nutbush City Limits」を歌っている。

### ブライアン・ジョンソン加入後（1980年 - 1987年）

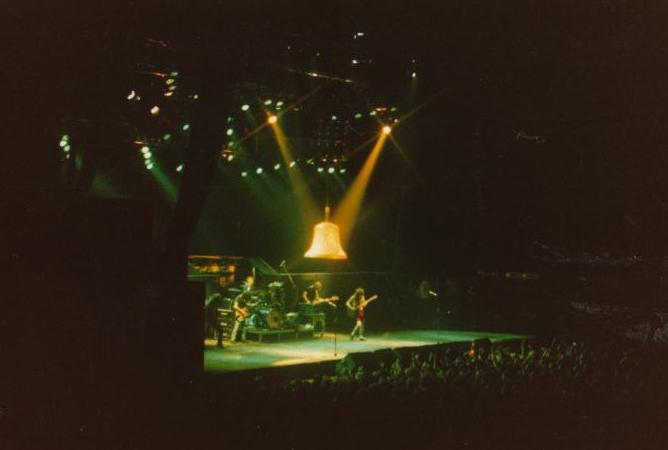
イングランド・バーミンガム公演 (1981年)

ボン・スコット存命中に既に楽曲を完成させていたバンドは、ブライアン加入後、間を置かずレコーディングに入る（ボンが死亡してから数ヶ月後のことである）。プロデュースは前作と同じくジョン・マット・ラングが担当。 アルバムは1980年7月25日に『バック・イン・ブラック（Back In Black）』のタイトルでリリースされる。売り上げはこれまでに世界で5300万枚を超え、バンドにとって最大のヒット作（1位のマイケル・ジャクソン『スリラー』に次いで全世界で歴代2番目に売れたアルバム、グループとしては全世界で歴代最も売れたアルバム）となっている（イギリスでは最高1位、アメリカでは最高4位）。
翌1981年には、『悪魔の招待状（For Those About To Rock (We Salute You)）』をリリース。ついにこのアルバムで全米アルバムチャート1位の座を射止めることになる。

### フィル・ラッドの解雇

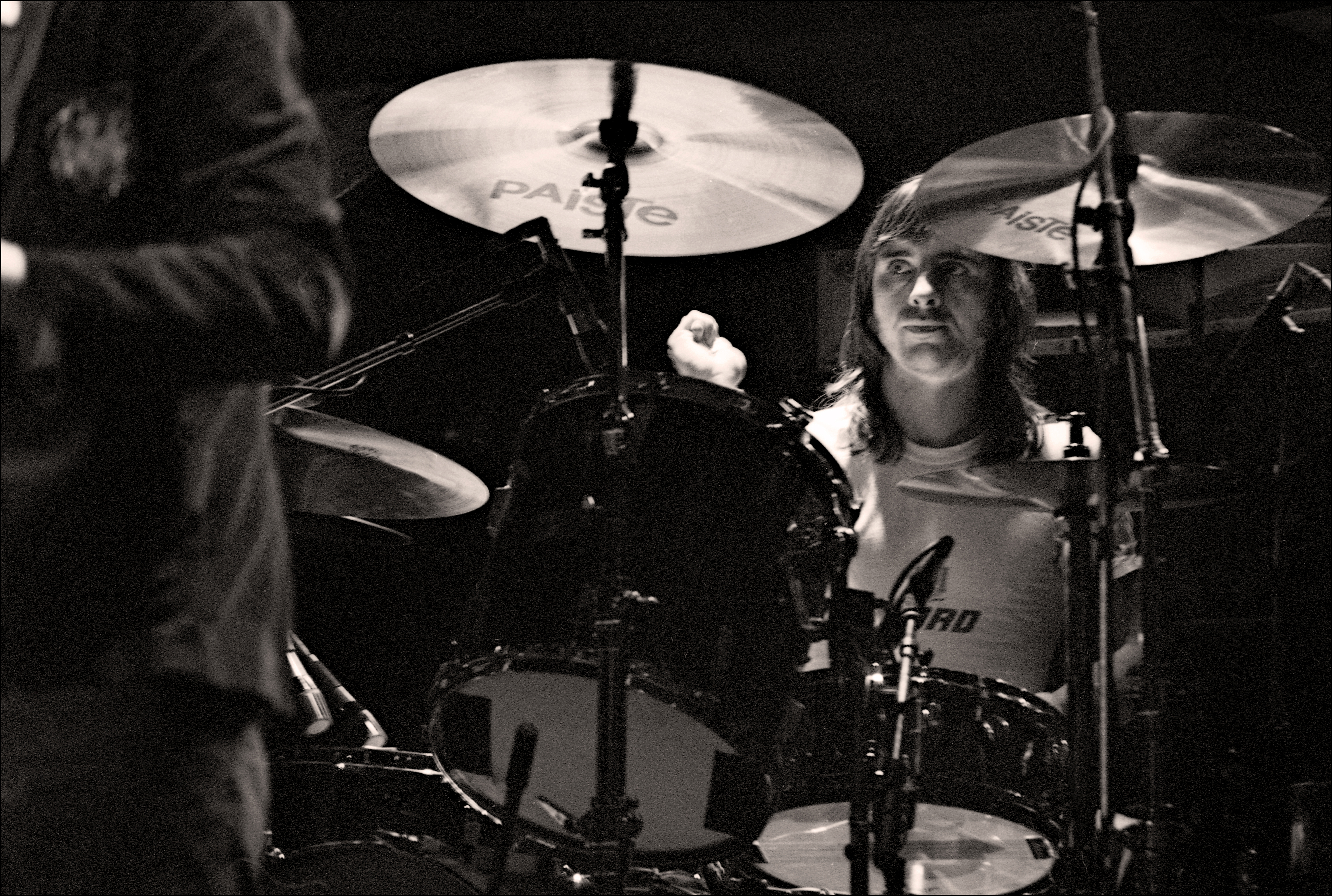
フィル・ラッド（Ds）1982年

1983年、フィル・ラッドのアルコール依存症とドラッグによるパラノイアの症状が深刻化、バンドとの間に亀裂が生じ、既に次作のレコーディングが終了していたにもかかわらず解雇となる。後任はNWOBHM時代に活躍したA II Zなどの活動で知られるサイモン・ライト。そして同年、バンドのセルフ・プロデュースによる『征服者（Flick Of The Switch）』をリリース。このアルバムはそれまでの作品ほどは成功せず、ある批評家からは「同じアルバムを9枚作った」と揶揄され、同年のケラング!読者投票でBiggest Disappointment Of The Year（最も失望した事）の8位に選ばれた。その後、バンドは暫く低迷を続ける事となる。同年E.P.『74' ジェイルブレイク（74' Jailbreak）』をリリース。
1985年、『フライ・オン・ザ・ウォール（Fly On The Wall）』をリリース。プロデュースはヤング兄弟。
1986年、スティーヴン・キング監督映画『地獄のデビルトラック』のサウンドトラック『フー・メイド・フー（Who Made Who）』をリリース。
1988年に『オーストラリアレコード産業協会（ARIA）』のARIA Hall of Fameに選ばれる。

### 再ブレイク（1988年 - 1993年）
1988年、フランスにて新作『ブロウ・アップ・ユア・ヴィデオ』のレコーディングを開始。プロデュースは初期の作品を担当していたHarry Vandaとジョージ・ヤング。このアルバムは、『バック・イン・ブラック』に次ぐヒットとなる（イギリスでは最高4位、アメリカでは最高12位）。
同年、同アルバムに伴うツアーをオーストラリアのパースから開始。しかし4月、ヨーロッパでの公演終了後、アルコール依存症の治療に専念するためマルコム・ヤングが一時的にバンドを離れる。代替はヤング兄弟の甥、スティーヴィー・ヤングが務めた。さらにサイモン・ライトがディオの新作レコーディングに参加する為に脱退。後任はベテランセッションドラマー、クリス・スレイド。

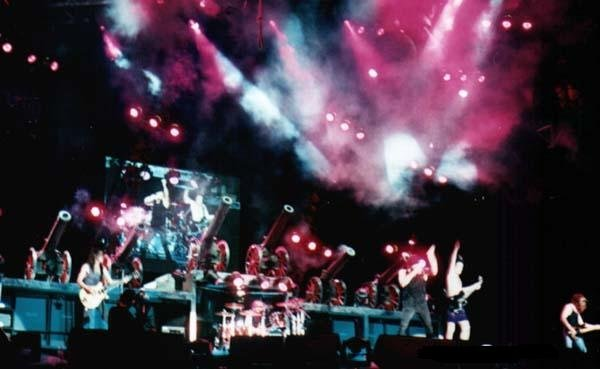
チリ公演 (1996年10月)

ツアー終了後、次作の制作を開始。プロデューサーはエアロスミスやボン・ジョヴィとの仕事で知られるブルース・フェアバーン。1990年、『レイザーズ・エッジ（The Razors Edge）』をリリース。アメリカでは売り上げ700万枚を突破し、前作以上の大ヒットとなった（イギリスでは最高4位、アメリカでは最高2位）。なお同作品は離婚協議中だったブライアンが曲作りに参加出来ず、全曲ヤング兄弟が制作した。また同年、アーノルド・シュワルツェネッガー主演映画「ラスト・アクション・ヒーロー」のサウンドトラックに「Big Gun」を提供した。

### フィル・ラッドの復帰（1994年 - 2013年）
1994年、フィル・ラッドが復帰。ヤング兄弟は彼とジャムセッションし、彼の復帰を決定した。アンガス・ヤングは「クリスはこのバンドで最も優れたミュージシャンだった。彼を失うのは辛いが、フィルを復帰させる事はそれだけ価値があることだ」とコメントを残している。
1995年、ブラック・クロウズやスレイヤーとの仕事で知られるリック・ルービンをプロデューサーに迎えたアルバム『ボールブレイカー（Ballbreaker）』をリリース。このアルバムもアメリカでは最高4位を記録するヒット・アルバムとなる。
1997年、ボン・スコットへのトリビュートで制作されたCD5枚組ボックス・セット『ボン・ファイアー 〜ボン・スコットに捧ぐ〜（Bonfire）』をリリース。

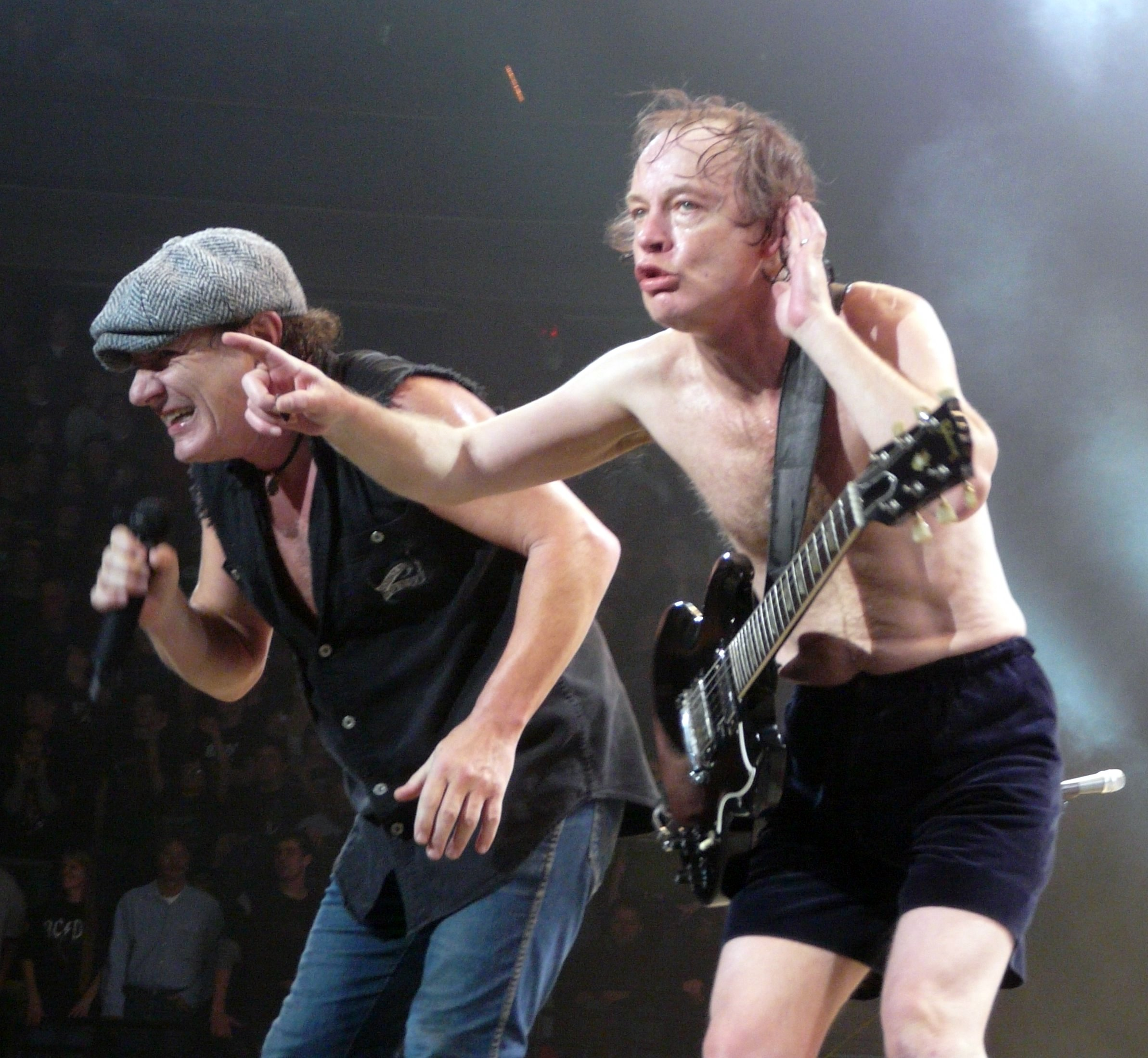
セントポール公演（2008年11月）

2000年、ジョージ・ヤングをプロデューサーに迎えたアルバム『スティッフ・アッパー・リップ（Stiff Upper Lip）』をリリース（こちらはアメリカで最高7位を記録している）。
2003年、過去に発売されたアルバムのデジタルリマスターバージョンがリリースされた。
2008年10月、約8年ぶりのスタジオ・アルバム『悪魔の氷 (Black Ice)』をリリースした。同時に先行シングルとして"Rock'n Roll Train"がリリースされている。アルバムは本国オーストラリアを始め米英日本（洋楽チャート）などの29ヶ国で1位を獲得。全世界での初動出荷は約500万枚を記録し、IFPIの全世界における2008年度年間アルバム売り上げランキングでは第2位となった。

### 相次ぐメンバーの降板〜マルコムの死･事実上の活動休止（2014年 - 2017年）
マルコムの脱退
2014年9月24日、以前から認知症を患っていたマルコムが、病状の悪化により脱退を余儀なくされたと発表。
フィル、二度目の解雇
2014年11月に、フィルが居住先のニュージーランドにて、殺し屋に知人の男性2名に対する殺害を依頼した容疑で逮捕され、自宅からは覚醒剤も押収された。
その後、事件の影響でフィルが裁判や取り調べのために、予定していたワールド・ツアーを降りることが発表され、代役としてクリス・スレイドが復帰。翌年4月末付けで、バンドの公式ページのメンバーも差替えられた。
ニューアルバム発売

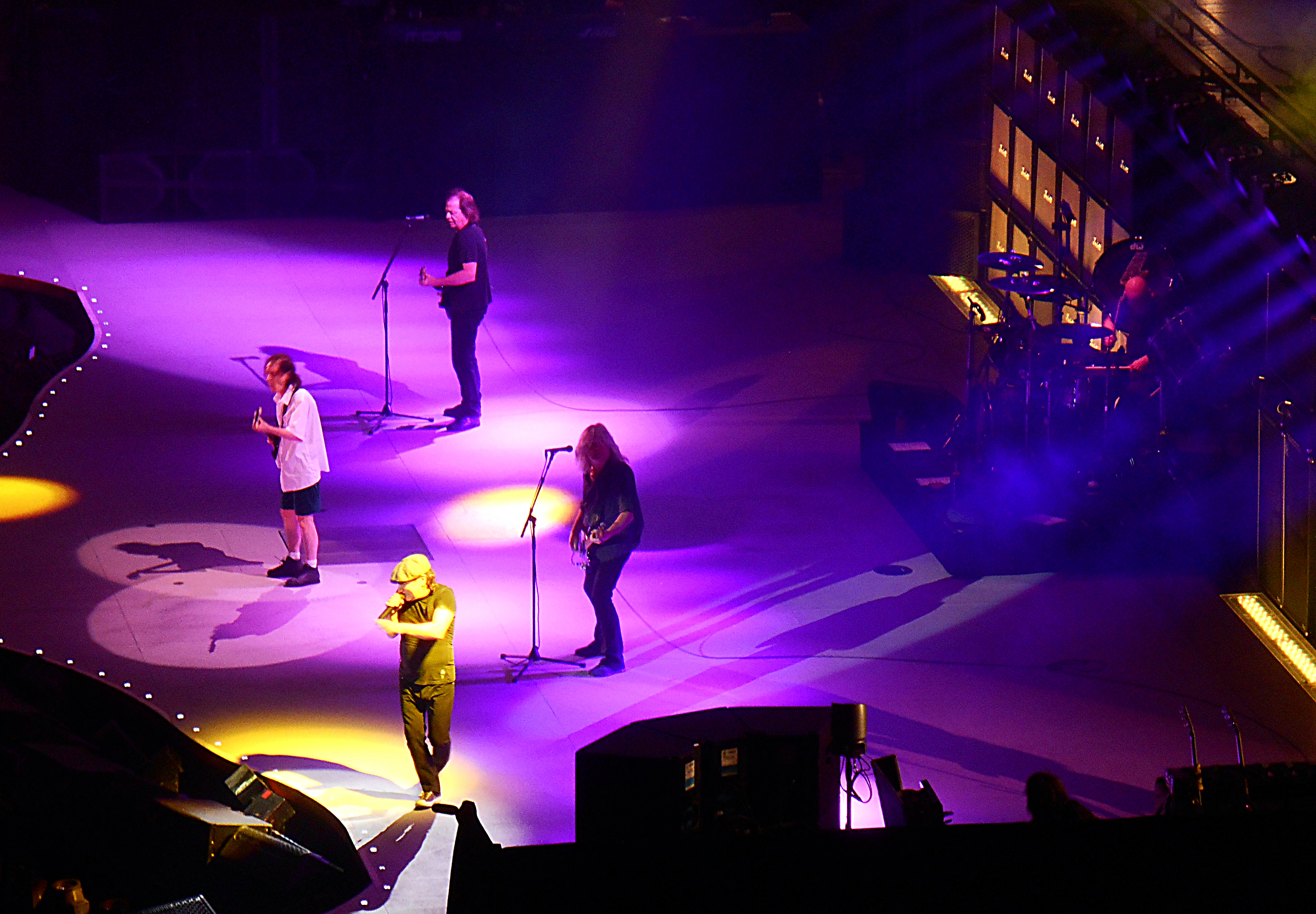
タコマ公演 (2016年2月)

2014年11月28日、6年ぶりとなるニューアルバム、『ロック・オア・バスト』を発売。脱退したマルコムの後任としてヤング兄弟の甥であるスティーヴィー・ヤングが加わり、初めてマルコム抜きで制作された。
ブライアンのツアー離脱
2016年4月、『ロック・オア・バスト - Rock or Bust 』に伴うワールド・ツアー中にブライアンが、以前から患っていた聴力障害の病状が悪化したことでドクターストップが掛かったため、ツアーを途中で降板しアクセル・ローズ（ガンズ・アンド・ローゼズ）が代役を務めた。
一時期はインタビューにおいて聴力が戻らなければ引退せざるを得ない旨を述べていたが脱退や引退は否定しており、後にインイヤーモニターを使用することで聴覚を保護できる可能性が出たとして復帰への意欲を述べていた。またレコーディングは問題ないとして継続しており、ツアー離脱後にジム・ブリューアーのアルバムにゲストで参加している。
クリフの引退表明
2016年7月にはクリフが、相次ぐメンバー交代から活動意欲を無くし、ツアー終了次第バンドを離れて音楽界からも引退することを表明。バンドに在籍するクラシックメンバーはアンガス1人となった。
マルコムの死去
2017年11月18日、闘病中だったマルコムが死去したと発表。64歳。

### メンバー復帰･活動再開（2018年 - 現在）
ブライアン、フィル、クリフの復帰･活動再開
2020年9月にバンドはSNS上でアンガス、スティーヴィーに加え、クリフ、フィル、ブライアンが一堂に会した写真を公開し、3名の復帰を正式に発表。ブライアンの聴覚の問題は、聴覚の専門メーカーである「エイシアス」が開発した最新機器によって解決された。クリフは、自身の健康状態も一因で2016年にツアーから引退したが、ブライアンとフィルの復帰を受け、レコーディングに参加した。
10月に新曲「Shot In The Dark」をリリースし、6年ぶりとなるニューアルバム、『パワーアップ - Power Up』を11月に発売した。 全米・全英を含む、世界21ヵ国でチャート1位を記録し、バンドは復活を遂げた。
ライブの再開
2023年10月、カリフォルニアで開催されたパワートリップフェスティバルに出演。「ロック・オア・バスト ワールドツアー」以来、7年ぶりにライブを行った。しかし、直前になってフィルが降板を申し入れたためアメリカのドラマー、マット・ローグがドラムを担当し、計24曲を演奏。なお、フィルが降板した理由ついては明かされていない。
パワーアップ・ツアーの開催

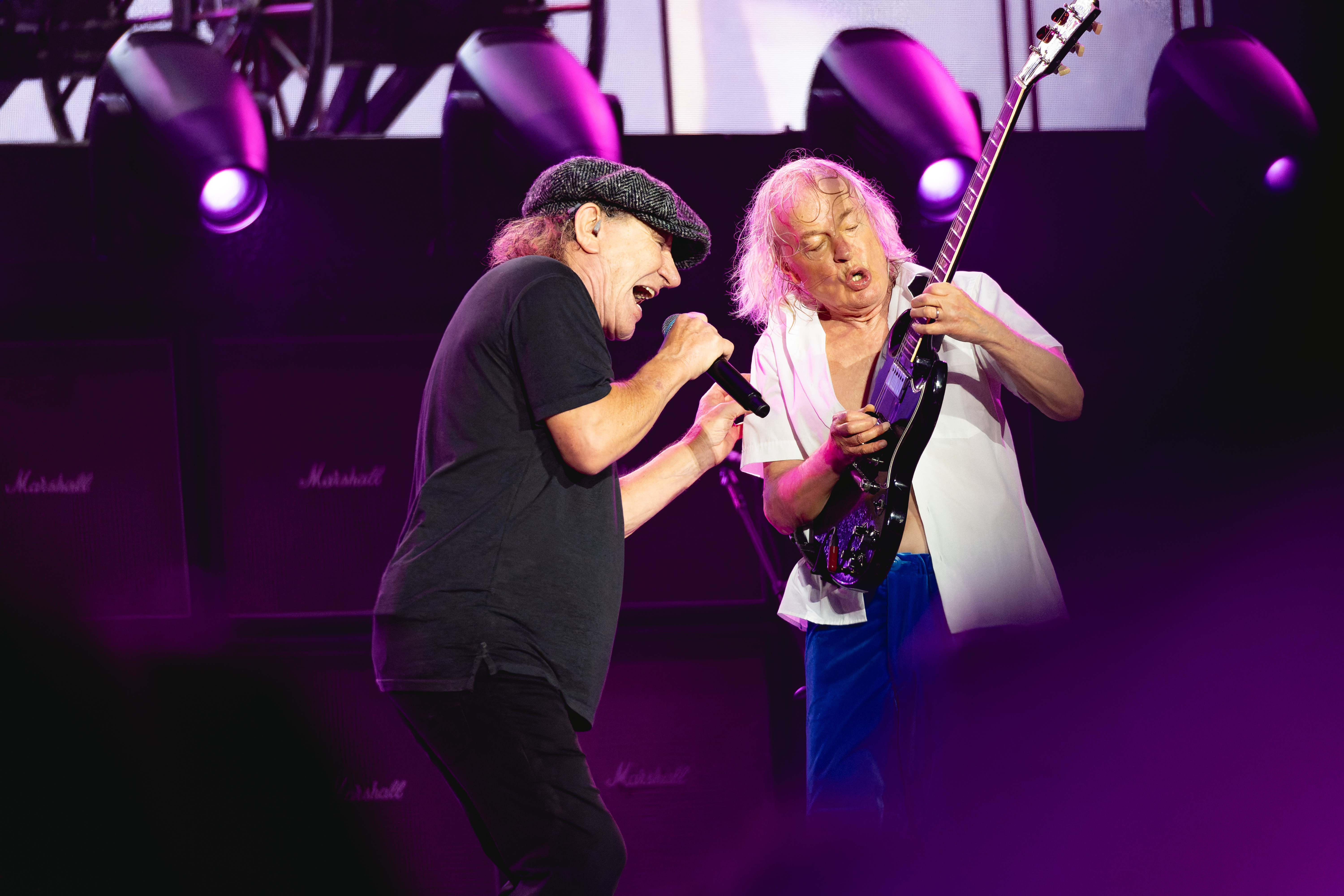
ロンドン公演 (2024年7月)

2024年、8年ぶりにヨーロッパ・ツアーを開催。1日で150万枚のチケットを売り上げ、5月から8月にかけて、11ヶ国で計24公演を行った。パワートリップフェスティバルに引き続き、マットがドラムを担当。クリフはツアー不参加、代わりに元ジェーンズ・アディクションのクリス・チェイニーがベースを担当した。
2025年には9年振りに北米ツアーを開催し、4月から5月にかけて計13公演を行う。

## メンバー
| 氏名                     | パート                    | 生年月日・出身地                                      | 在籍期間                              |                |
| 現ラインナップ           | 現ラインナップ            | 現ラインナップ                                        | 現ラインナップ                        | 現ラインナップ |
| ------------------------ | ------------------------- | ----------------------------------------------------- | ------------------------------------- | -------------- |
| アンガス・ヤング         | リードギター              | 1955年3月31日（70歳） スコットランドグラスゴー        | 結成 -                                |                |
| ブライアン・ジョンソン   | ヴォーカル                | 1947年10月5日（77歳） イングランドゲイツヘッド        | 1980年-2016年、2018年-                |                |
| スティーヴィー・ヤング   | リズムギター              | 1956年12月11日（68歳） スコットランドグラスゴー       | 1988年、2014年-                       |                |
| クリフ・ウィリアムズ     | ベース                    | 1949年12月14日（75歳） イングランドロンドン           | 1977年-2016年、2018年-                |                |
| フィル・ラッド           | ドラム                    | 1954年5月19日（71歳） オーストラリアメルボルン        | 1975年-1983年、1994年-2015年、2018年- |                |
| クリス・チェイニー       | ベース（ツアーサポート）  | 1970年6月14日（55歳） アメリカサンタモニカ            | 2024年-                               |                |
| マット・ローグ           | ドラム (ツアーサポート）  | 1968年3月17日（57歳） アメリカフローレンス            | 2023年-                               |                |
| 元メンバー               |                           |                                                       |                                       |                |
| マルコム・ヤング         | リズムギター              | 1953年1月6日 (64歳没) スコットランドグラスゴー        | 結成 - 2014年                         |                |
| デイヴ・エヴァンス       | ヴォーカル                | 1953年7月20日（72歳） ウェールズカーマーゼン          | 結成 - 1974年                         |                |
| ラリー・ヴァン・クリート | ベース                    | 1954年7月4日（71歳） アメリカカリフォルニア           | 結成 - 1974年                         |                |
| コリン・バージェス       | ドラム                    | 1946年11月16日 (77歳没) オーストラリアシドニー        | 結成 - 1974年                         |                |
| ボン・スコット           | ヴォーカル                | 1946年7月9日 (33歳没) スコットランドキリミューア      | 1974年-1980年                         |                |
| ピーター・クラック       | ドラム                    | オーストラリア                                        | 1974年-1975年                         |                |
| ロブ・ベイリー           | ベース                    | オーストラリアシドニー                                | 1974年- 1975年                        |                |
| マーク・エヴァンス       | ベース                    | 1956年3月2日（69歳） オーストラリアメルボルン         | 1975年 - 1977年                       |                |
| クリス・スレイド         | ドラム                    | 1946年10月30日（78歳） ウェールズロンザ・カノン・タフ | 1989年 - 1994年、2015年 - 2016年      |                |
| サイモン・ライト         | ドラム                    | 1963年6月19日（62歳） イングランドマンチェスター      | 1984年 - 1989年                       |                |
| アクセル・ローズ         | ボーカル (ツアーサポート) | 1962年2月6日（63歳） アメリカインディアナ             | 2016年                                |                |

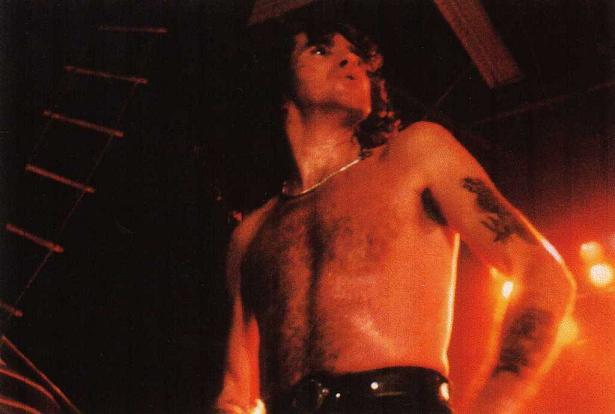
ボン・スコット（Vo）1979年
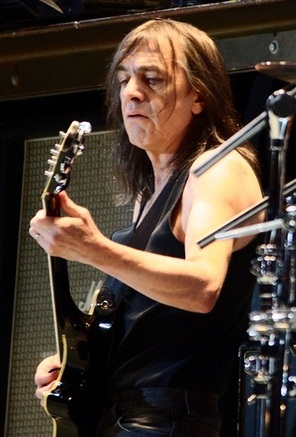
マルコム・ヤング（G）2010年
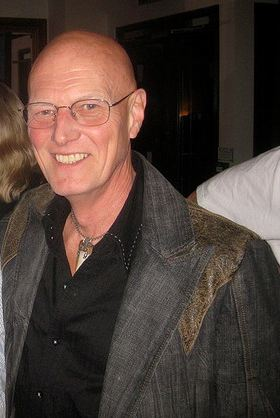
クリス・スレイド（Dr）2012年

## 音楽的特徴、エピソードなど

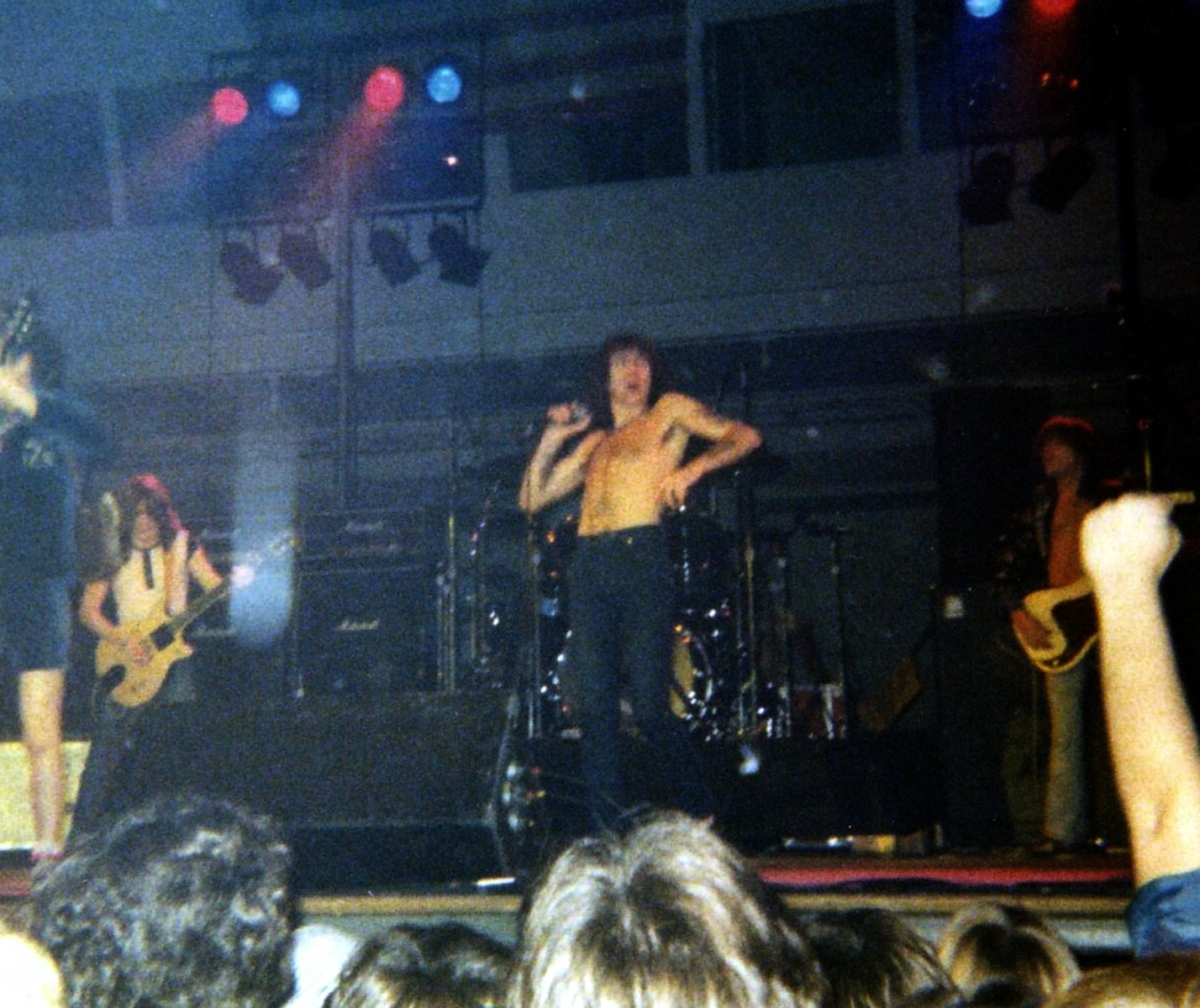
ボン・スコット在籍時のライブ

60年代末から70年代にかけて隆盛を誇ったハードロック、ことに「ブルースを基調とした骨太でソリッドなロックンロール」の部分をよりプリミティヴに抽出し徹底させた音楽を志向し、デビューから現在に至るまで硬質かつ武骨にしてシンプルなロックンロールを中心に演奏し続けてきた。いわゆるハードロックバンドには珍しく、極めてタイトなミッド〜スロー・テンポの楽曲が非常に多く(ちなみにアップ・テンポの楽曲は、ほんの数曲のみ。)、なおかつそうしたリズムでありながらもその高揚感はいささかも減じられない。長きにわたって変節のない質実剛健な音楽性が特徴で、時にブルース調の曲を演奏するものの、モーターヘッドと同様に昔も今もほとんど変わっていない。
70年代末、パンク・ロックブームに沸くイギリスでは、それ以前に活躍したハードロックバンドがオールドウェイヴと揶揄され消えていく中、AC/DCは生き残ることに成功する。それは、バンドが熱狂的なファンをイギリス全土で獲得していたためだが、ファンや音楽誌などからオリジナル・パンクと同一視されたという側面もあった。特に、ライヴでのパフォーマンスはパンク的な印象が強く、ボン・スコットのパフォーマンスはセックス・ピストルズのジョニー・ロットンを強くイメージさせた。一方で、アンガス・ヤングは観客に向かって尻をさらすパフォーマンスで悪名高かった。また、高い演奏技術や凝った楽曲への志向をことさらに露にすることよりも、創成期のロックンロールのワイルドさに忠実であろうとするAC/DCの音楽性は、パンクロックと相性が良かった。ラモーンズのジョーイ・ラモーンをはじめとして、AC/DCを敬愛するパンクロッカーも多い。
1980年前後には「世界で最もコンサートで死者を出しているバンド」とギネスブックに認定されていた。

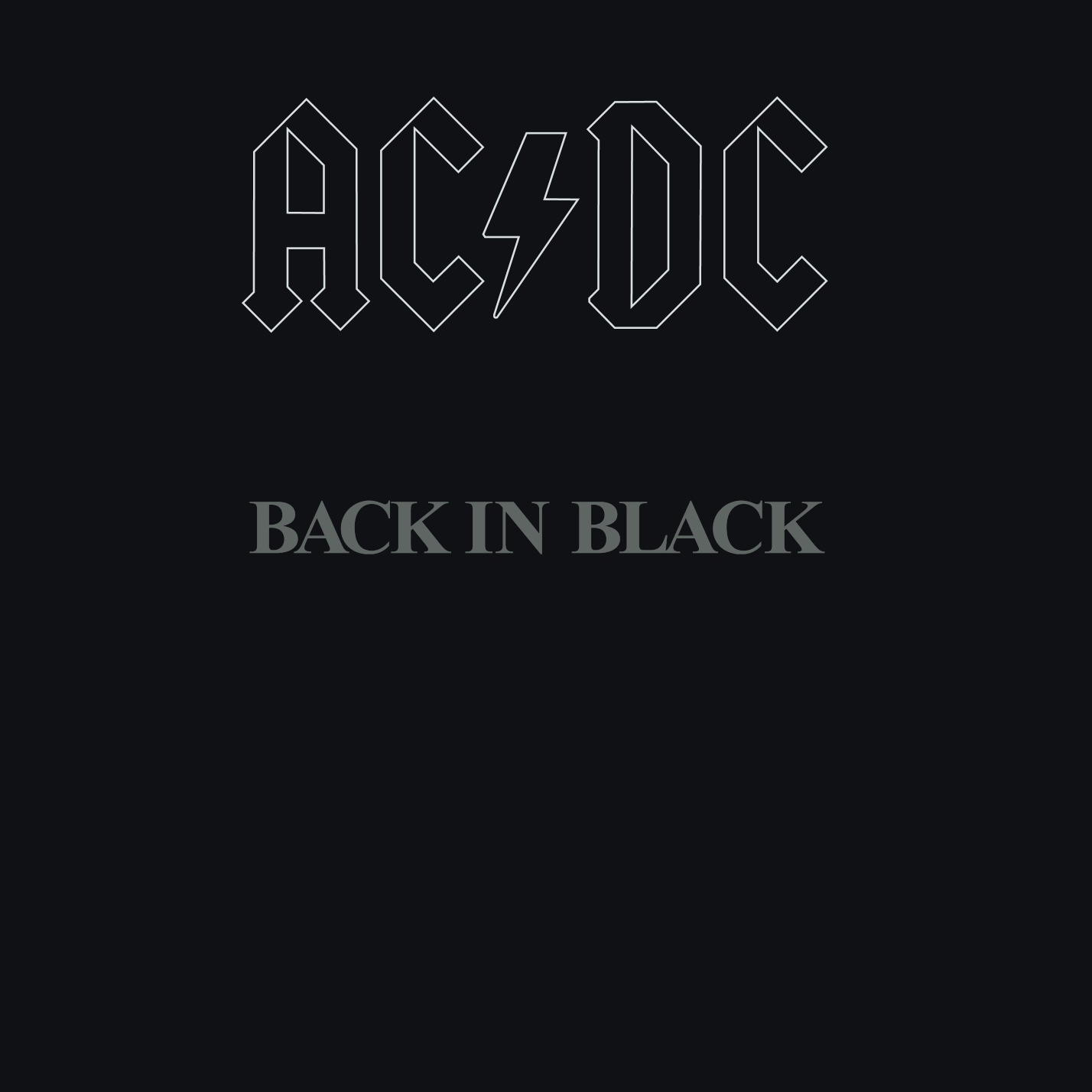
BACK IN BLACK（1980年）

1973年にデビューして以来、楽曲やライヴでのパフォーマンスなどによって欧米にも人気を広げていったが、1980年に、ヴォーカルのボン・スコットが急死し、危機に立たされる。しかし、新ヴォーカリスト、ブライアン・ジョンソンを迎えて発表した『バック・イン・ブラック』は、世界的に空前の大ヒットを記録し（前述の通り、結果世界でのセールスは、バンド/グループのフルアルバムとしては歴代2位、全体ではマイケル・ジャクソンの『スリラー』に次いで3位、アメリカだけでもそのセールスは2500万枚を超えて歴代第5位）、次作『悪魔の招待状』では初のビルボード1位を獲得するといった活躍を見せる。だが、今日でも全米チャートの上位常連であるが、日本での人気は欧米ほど高くなく、また、彼らの全盛期であった1980年前後、日本ではクイーンのような、ルックス的にも音楽的にも華やかなバンドが人気で、AC/DCのような武骨なバンドは人気がないというバンド側の先入観もあり、2001年の来日公演は実に19年ぶりであった。マーティー・フリードマンは、来日した際にAC/DCの評価が低いことに驚いたと語っている。
アンガス、マルコム、ブライアン以外は幾度かメンバーチェンジが行われたが、90年代に初期メンバーに戻った。
多くの同業者から尊敬を集めるバンドであり、キース・リチャーズやピート・タウンゼント、スティーヴン・タイラー、オジー・オズボーン、ニッキー・シックス、リッチー・サンボラ、スラッシュ、カート・コバーン、ジョーイ・ラモーン、デイブ・グロール、ブライアン・メイほか、日本では草野マサムネ、トータス松本、甲本ヒロト、斉藤和義など世界中のアーティストが影響を受けているが、一方でAC/DCのメンバーは、他のバンドやアーティストについて、殆ど関心が無く、交流も皆無に近いことで知られてもいる。
日本のバンドではLOUDNESSが1986年のUSツアーの前座を18日間で15公演務めている。二井原実によると、AC/DCのファンは前座のバンドに関心がなく、酷い公演になると客席から唾が飛んでくるなど散々な目に遭ったという。一方で高崎晃は、アンガスが各会場でギリギリのポイントでハウリングを起こさない様に入念なリハーサルを行っていることに驚かされ、それに対しブライアンは毎回本番ギリギリまで会場に現れなかったことも明かしている。
初来日公演の前座にKODOMO BANDが期用される予定があったが、アンガスの体調不良により話が流れてしまったというエピソードがある。
映画『スクール・オブ・ロック』では、エンディングが「It's a Long Way to the Top」のカヴァー（演奏したのは同映画のキャスト）、劇中で「バック・イン・ブラック」が使われた他、主人公のステージ衣装やギターがアンガスを意識したものであった。「It's a Long Way to the Top」はドロップキック・マーフィーズやレミー・キルミスターにもカバーされているが、ボーカルがブライアンに交代してからはライブでは演奏されていない。
数年前から世界的なムーヴメントとなっている、ガレージロックの音楽的なルーツの1つでもある。
ヤング兄弟が使用するギターは、アンガスはギブソンのSG、マルコムはグレッチと、デビューしてから一筋である。
バンドのロゴマークなどは、Tシャツなどに多用されており、テレビ番組の衣装などでも度々見られる。

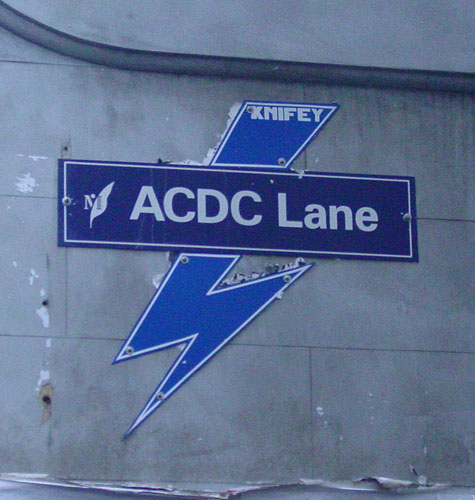
メルボルンのACDC通り

2004年10月1日には、縁の地・メルボルンにあるコーポレーション通りという名前だった通りが、彼らの功績を称え、敬意を表して、同市議会によってACDC通りと改名された。これより前の2000年3月22日にも、スペインのマドリード近郊の住宅街レガネスにバンドに因んだ同名の通りが作られたため、AC/DCの名が付いた通りは、現在までに世界で2つ存在している。
ブライアン・メイは、「クイーンをやってなかったらAC/DCに入りたかったかな。でも、残念ながら、僕じゃサイズも形もあのバンドにはふさわしくないと思うよ。というのもクイーンとは全く違うからね。クイーンっていうのはものすごくいろんな影響を折衷するバンドだったからさ。僕たちはそれこそありとあらゆるジャンルの分け隔てを踏み越えていったんだからね。でも、AC/DCっていうのはそういう意味じゃ対極にあるバンドなんだよ。奴らには自分たちのスタイルのなんたるかがわかってるし、それはとてつもなく純化されたもので、僕はそれにすごい敬意を感じてるんだよ。連中の鳴らす音は一音一音が完全なAC/DCになってるんだ」と高く評価している。

### 家について
ヤング一家は、オーストラリアに移住した当初は移民向けの宿泊施設に宿泊していたが、1965年に、シドニー郊外のバーウッドにある一軒家に引っ越した。この家はファン向けの雑誌が住所を暴露したため、ファンが押し掛ける事態となり、その後も2015年には、文化遺産とすべきか検討されるほど世界中からファンが訪れる名所となっていた。しかし、2024年末に不動産開発業者が文化的価値を把握しておらず、誤って解体をしてしまった。同社の責任者は「ショックを受けている」と述べ、タワーを建設する当初の計画を変更し、解体時に出た廃材などを活用したファン向けの空間を創設することになった。

## ディスコグラフィ

### スタジオ・アルバム
- 『ハイ・ヴォルテージ』 - High Voltage（1975年） オーストラリアのみ
- 『T.N.T』 - T.N.T（1975年） オーストラリアのみ
- 『ハイ・ヴォルテージ』 - High Voltage（1976年） メジャーデビュー盤
- 『悪事と地獄』 - Dirty Deeds Done Dirt Cheap（1976年）
- 『ロック魂』 - Let There Be Rock（1977年）
- 『パワーエイジ』 - Powerage（1978年）
- 『地獄のハイウェイ』 - Highway to Hell（1979年）
- 『バック・イン・ブラック』 - Back in Black（1980年）
- 『悪魔の招待状』 - For Those About to Rock (We Salute You)（1981年）
- 『征服者』 - Flick of the Switch（1983年）
- 『フライ・オン・ザ・ウォール』 - Fly on the Wall（1985年）
- 『ブロウ・アップ・ユア・ヴィデオ』 - Blow Up Your Video（1988年）
- 『レイザーズ・エッジ』 - The Razors Edge（1990年）
- 『ボールブレイカー』 - Ballbreaker（1995年）
- 『スティッフ・アッパー・リップ』 - Stiff Upper Lip（2000年）
- 『悪魔の氷』 - Black Ice（2008年）
- 『ロック・オア・バスト』 - Rock or Bust（2014年）
- 『パワーアップ』 - Power Up（2020年）

## 受賞歴
1995年「APRA Music Awards for Most Performed Australian Work Overseas」『Big Gun』
2001年「APRA Music Awards for Ten Best Australian Songs」『It's A Long Way To The Top (If You Wanna Rock 'N' Roll)』
2006年「エコー賞 最優秀ミュージックDVD賞」『Family Jewels』
2008年「Rock on Request Award for Best Reunion」
2009年「ARIA Award for Highest Selling Album」『悪魔の氷』
2009年「ARIA Music Award for Best Rock Album」『悪魔の氷』
2009年「APRA Music Awards for Most Played Australian Work Overseas」
2009年「Porin Award for Best International Album Outside of Classical and Jazz Music」『悪魔の氷』
2009年「エコー賞 最優秀国際ロック/オルタナティブ・グループ賞」
2010年「APRA Music Awards for Songwriter of the Year」
2010年「APRA Music Awards for Most Played Australian Work Overseas」
2010年「UKフェスティヴァル・アワーズ ベスト・ヘッドライン・パフォーマンス」
2010年「グラミー賞 最優秀ハード・ロック・パフォーマンス賞」『War Machine』
2011年「ARIA Music Award for Best Music DVD」
2011年「APRA Music Awards for Most Played Australian Work Overseas」
2013年「グラミーの殿堂」『バック・イン・ブラック』
2015年「エコー賞 最優秀国際ロック/オルタナティブ・グループ賞」『ロック・オア・バスト』
2021年「iHeartRadio Music Award for Rock Album of the Year」『パワーアップ』

## 来日公演
- Japan Tour 1979（1979年）
  - 5月19日（夕・夜） 東京 中野サンプラザ
  - 5月21日 大阪 大阪毎日ホール
  - 5月22日 東京 渋谷公会堂
    - 来日中止
- Back in Black Tour（1981年）
  - 2月1日 吹田 大阪万博ホール
  - 2月2日 名古屋 愛知県勤労会館
  - 2月4日・5日 東京 日本青年館
- For Those About to Rock Tour（1982年）
  - 6月04日 大阪 フェスティバルホール
  - 6月06日 吹田 大阪万博ホール
  - 6月08日 京都 京都会館
  - 6月09日 名古屋 名古屋市公会堂
  - 6月10日 東京 日本武道館
- Stiff Upper Lip Tour（2001年）
  - 2月19日・20日 横浜 横浜アリーナ
  - 2月22日 大阪 大阪城ホール
- Black Ice Tour（2010年）
  - 3月12日・14日 埼玉 さいたまスーパーアリーナ
  - 3月16日 大阪 京セラドーム大阪